# Liste der Kulturdenkmäler im Landkreis Fulda

Kommunen im Landkreis Fulda

Die Liste der Kulturdenkmäler im Landkreis Fulda enthält die Kulturdenkmäler im Landkreis Fulda. Rechtsgrundlage für den Denkmalschutz ist das Denkmalschutzgesetz in Hessen.
Sie lässt sich nach den kreisangehörigen Kommunen gliedern:
- Liste der Kulturdenkmäler in Bad Salzschlirf
- Liste der Kulturdenkmäler in Burghaun
- Liste der Kulturdenkmäler in Dipperz
- Liste der Kulturdenkmäler in Ebersburg
- Liste der Kulturdenkmäler in Ehrenberg (Rhön)
- Liste der Kulturdenkmäler in Eichenzell
- Liste der Kulturdenkmäler in Eiterfeld
- Liste der Kulturdenkmäler in Flieden
- Liste der Kulturdenkmäler in Fulda
- Liste der Kulturdenkmäler in Gersfeld (Rhön)
- Liste der Kulturdenkmäler in Großenlüder
- Liste der Kulturdenkmäler in Hilders
- Liste der Kulturdenkmäler in Hofbieber
- Liste der Kulturdenkmäler in Hosenfeld
- Liste der Kulturdenkmäler in Hünfeld
- Liste der Kulturdenkmäler in Kalbach
- Liste der Kulturdenkmäler in Künzell
- Liste der Kulturdenkmäler in Neuhof (bei Fulda)
- Liste der Kulturdenkmäler in Nüsttal
- Liste der Kulturdenkmäler in Petersberg (Hessen)
- Liste der Kulturdenkmäler in Poppenhausen (Wasserkuppe)
- Liste der Kulturdenkmäler in Rasdorf
- Liste der Kulturdenkmäler in Tann (Rhön)